# 1. česká národní hokejová liga 1979/1980
1. česká národní hokejová liga 1979/1980 byla 11. ročníkem jedné ze skupin československé druhé nejvyšší hokejové soutěže.

## Systém soutěže
Soutěže se účastnilo 24 týmů rozdělených do 2 skupin po 12 týmech. Rozdělení bylo provedeno na základě polohy klubu. V každé skupině se utkalo všech 12 týmů čtyřkolově každý s každým (celkem 44 kol). Vítězové skupin se střetli ve finále o přeborníka ČSR (České socialistické republiky) v sérii na dva vítězné zápasy. Vítěz finále postoupil do kvalifikace o nejvyšší soutěž, ve které se utkal s vítězem 1. SNHL v sérii na tři vítězné zápasy. Vítěz této série postoupil do dalšího ročníku nejvyšší soutěže.
Týmy na posledních dvou místech každé skupiny sestoupily do krajského přeboru.

## Základní část

### Skupina A
| Poř. | Tým                         | Z  | V  | R | P  | VG  | OG  | B  |
| ---- | --------------------------- | -- | -- | - | -- | --- | --- | -- |
| 1.   | TJ Slovan NV Ústí nad Labem | 44 | 32 | 2 | 10 | 223 | 109 | 66 |
| 2.   | TJ VTŽ Chomutov             | 44 | 27 | 5 | 12 | 177 | 131 | 59 |
| 3.   | ASD Dukla Jihlava B         | 44 | 26 | 5 | 13 | 195 | 132 | 57 |
| 4.   | TJ Stadion PS Liberec       | 44 | 21 | 7 | 16 | 190 | 147 | 49 |
| 5.   | TJ Baník Sokolov            | 44 | 20 | 5 | 19 | 149 | 159 | 45 |
| 6.   | TJ Slavia IPS Praha         | 44 | 19 | 6 | 19 | 188 | 161 | 44 |
| 7.   | TJ ZVVZ Milevsko            | 44 | 19 | 3 | 22 | 161 | 165 | 41 |
| 8.   | VTJ Litoměřice              | 44 | 18 | 5 | 21 | 156 | 174 | 41 |
| 9.   | TJ Šumavan Vimperk          | 44 | 16 | 8 | 20 | 148 | 192 | 40 |
| 10.  | TJ Autoškoda Mladá Boleslav | 44 | 16 | 5 | 23 | 152 | 165 | 37 |
| 11.  | TJ Baník Příbram            | 44 | 11 | 4 | 29 | 127 | 211 | 26 |
| 12.  | TJ Spolana Neratovice       | 44 | 9  | 5 | 30 | 111 | 231 | 23 |

- Tým TJ Slovan NV Ústí nad Labem postoupil do finále.
- Týmy TJ Baník Příbram a TJ Spolana Neratovice sestoupily do krajského přeboru.

### Skupina B
| Poř. | Tým                           | Z  | V  | R | P  | VG  | OG  | B  |
| ---- | ----------------------------- | -- | -- | - | -- | --- | --- | -- |
| 1.   | TJ Gottwaldov                 | 44 | 34 | 4 | 6  | 232 | 118 | 72 |
| 2.   | TJ Slezan STS Opava           | 44 | 27 | 4 | 13 | 193 | 132 | 58 |
| 3.   | TJ Ingstav Brno               | 44 | 25 | 5 | 14 | 194 | 113 | 55 |
| 4.   | TJ DS Olomouc                 | 44 | 24 | 7 | 13 | 190 | 147 | 55 |
| 5.   | TJ Lokomotiva Meochema Přerov | 44 | 18 | 7 | 19 | 157 | 140 | 43 |
| 6.   | TJ Stadion Hradec Králové     | 44 | 17 | 6 | 21 | 142 | 148 | 40 |
| 7.   | TJ Kolín                      | 44 | 18 | 4 | 22 | 140 | 170 | 40 |
| 8.   | VTJ VVŠ PV Vyškov             | 44 | 17 | 5 | 22 | 160 | 185 | 39 |
| 9.   | TJ Žďas Žďár nad Sázavou      | 44 | 18 | 2 | 24 | 140 | 193 | 38 |
| 10.  | TJ Baník ČSA Karviná          | 44 | 17 | 3 | 24 | 163 | 179 | 37 |
| 11.  | TJ Tatra Kopřivnice           | 44 | 14 | 6 | 24 | 131 | 176 | 34 |
| 12.  | TJ TŽ VŘSR Třinec             | 44 | 6  | 5 | 33 | 109 | 250 | 17 |

- Tým TJ Gottwaldov postoupil do finále.
- Do krajského přeboru nakonec sestoupil pouze TJ TŽ VŘSR Třinec, protože účastníci kvalifikačního turnaje krajských přeborníků – skupiny B byli potrestáni zákazen postupu z důvodu neoprávněných startů některých hráčů.

## Finále
TJ Slovan NV Ústí nad Labem - TJ Gottwaldov 0:2 na zápasy (0:2, 3:7)
- Tým TJ Gottwaldov postoupil do kvalifikace o nejvyšší soutěž, kde se utkal s vítězem 1. SNHL Spartak ZŤS Dubnica nad Váhom, kterého porazil 3:1 na zápasy (2:3, 3:1, 4:2, 7:3) a postoupil tak do nejvyšší soutěže.